# أماريلو
أماريلو (بالإنجليزية: Amarillo)‏ هي مدينة أمريكية تقع في ولاية تكساس.تبلغ مساحة هذه المدينة 233.9 (كم²)،ويبلغ عدد سكانها 190695 نسمة حسب إحصاء سنة 2010 م. تشير إحصاءات سنة 2000م بأن الكثافة السكانية في هذه المدينة تقدر بـ(746) نسمة/كم2.

## المناخ
يظهر الجدول التالي التغييرات المناخية على مدار السنة لأماريلو:
| البيانات المناخية لـأماريلو                                               | البيانات المناخية لـأماريلو | البيانات المناخية لـأماريلو | البيانات المناخية لـأماريلو | البيانات المناخية لـأماريلو | البيانات المناخية لـأماريلو | البيانات المناخية لـأماريلو | البيانات المناخية لـأماريلو | البيانات المناخية لـأماريلو | البيانات المناخية لـأماريلو | البيانات المناخية لـأماريلو | البيانات المناخية لـأماريلو | البيانات المناخية لـأماريلو | البيانات المناخية لـأماريلو |
| الشهر                                                                     | يناير                       | فبراير                      | مارس                        | أبريل                       | مايو                        | يونيو                       | يوليو                       | أغسطس                       | سبتمبر                      | أكتوبر                      | نوفمبر                      | ديسمبر                      | المعدل السنوي               |
| ------------------------------------------------------------------------- | --------------------------- | --------------------------- | --------------------------- | --------------------------- | --------------------------- | --------------------------- | --------------------------- | --------------------------- | --------------------------- | --------------------------- | --------------------------- | --------------------------- | --------------------------- |
| الدرجة القصوى °ف (°م)                                                     | 83 (28)                     | 89 (32)                     | 96 (36)                     | 99 (37)                     | 104 (40)                    | 111 (44)                    | 108 (42)                    | 107 (42)                    | 103 (39)                    | 99 (37)                     | 87 (31)                     | 83 (28)                     | 111 (44)                    |
| الحد الأقصى المتوسط °ف (°م)                                               | 71.4 (21.9)                 | 76.5 (24.7)                 | 83.5 (28.6)                 | 88.6 (31.4)                 | 94.7 (34.8)                 | 99.7 (37.6)                 | 100.3 (37.9)                | 98.2 (36.8)                 | 95.2 (35.1)                 | 88.6 (31.4)                 | 79.7 (26.5)                 | 71.8 (22.1)                 | 102.4 (39.1)                |
| متوسط درجة الحرارة الكبرى °ف (°م)                                         | 50.6 (10.3)                 | 54.2 (12.3)                 | 62.5 (16.9)                 | 71.1 (21.7)                 | 79.5 (26.4)                 | 87.7 (30.9)                 | 91.4 (33.0)                 | 89.4 (31.9)                 | 82.6 (28.1)                 | 71.9 (22.2)                 | 60.0 (15.6)                 | 49.7 (9.8)                  | 71.0 (21.7)                 |
| المتوسط اليومي °ف (°م)                                                    | 37.0 (2.8)                  | 40.3 (4.6)                  | 47.9 (8.8)                  | 56.3 (13.5)                 | 65.6 (18.7)                 | 74.4 (23.6)                 | 78.3 (25.7)                 | 76.8 (24.9)                 | 69.5 (20.8)                 | 58.3 (14.6)                 | 46.3 (7.9)                  | 36.9 (2.7)                  | 57.3 (14.1)                 |
| متوسط درجة الحرارة الصغرى °ف (°م)                                         | 23.4 (−4.8)                 | 26.4 (−3.1)                 | 33.3 (0.7)                  | 41.6 (5.3)                  | 51.8 (11.0)                 | 61.0 (16.1)                 | 65.2 (18.4)                 | 64.2 (17.9)                 | 56.4 (13.6)                 | 44.7 (7.1)                  | 32.5 (0.3)                  | 24.0 (−4.4)                 | 43.8 (6.6)                  |
| الحد الأدنى المتوسط °ف (°م)                                               | 7.4 (−13.7)                 | 8.6 (−13.0)                 | 16.8 (−8.4)                 | 27.2 (−2.7)                 | 37.5 (3.1)                  | 50.4 (10.2)                 | 57.4 (14.1)                 | 56.6 (13.7)                 | 41.8 (5.4)                  | 29.0 (−1.7)                 | 16.0 (−8.9)                 | 6.8 (−14.0)                 | 0.3 (−17.6)                 |
| أدنى درجة حرارة °ف (°م)                                                   | −11 (−24)                   | −16 (−27)                   | −3 (−19)                    | 13 (−11)                    | 26 (−3)                     | 38 (3)                      | 51 (11)                     | 48 (9)                      | 30 (−1)                     | 12 (−11)                    | 0 (−18)                     | −8 (−22)                    | −16 (−27)                   |
| الهطول إنش (مم)                                                           | 0.72 (18)                   | 0.56 (14)                   | 1.39 (35)                   | 1.40 (36)                   | 2.29 (58)                   | 3.16 (80)                   | 2.84 (72)                   | 2.91 (74)                   | 1.92 (49)                   | 1.66 (42)                   | 0.80 (20)                   | 0.71 (18)                   | 20.36 (516)                 |
| متوسط تساقط الثلوج إنش (سم)                                               | 5.0 (13)                    | 3.1 (7.9)                   | 2.9 (7.4)                   | 0.6 (1.5)                   | 0.2 (0.51)                  | 0 (0)                       | 0 (0)                       | 0 (0)                       | 0 (0)                       | 0.2 (0.51)                  | 2.4 (6.1)                   | 4.3 (11)                    | 17.8 (45)                   |
| متوسط أيام هطول الأمطار (≥ 0.01 in)                                       | 3.9                         | 4.3                         | 6.0                         | 5.6                         | 7.7                         | 8.5                         | 7.2                         | 8.2                         | 6.3                         | 5.3                         | 4.0                         | 4.7                         | 71.7                        |
| متوسط الأيام المثلجة (≥ 0.1 in)                                           | 2.6                         | 2.3                         | 1.9                         | 0.4                         | 0                           | 0                           | 0                           | 0                           | 0                           | 0.1                         | 1.1                         | 2.8                         | 11.1                        |
| متوسط الرطوبة النسبية (%)                                                 | 58.1                        | 58.5                        | 51.7                        | 48.3                        | 54.2                        | 56.3                        | 53.3                        | 58.4                        | 61.0                        | 55.9                        | 58.6                        | 59.1                        | 56.1                        |
| ساعات سطوع الشمس الشهرية                                                  | 222.1                       | 215.2                       | 268.7                       | 301.1                       | 325.1                       | 343.0                       | 353.6                       | 323.5                       | 264.5                       | 266.4                       | 211.5                       | 201.5                       | 3٬296٫2                     |
| نسبة وصول أشعة الشمس                                                      | 71                          | 70                          | 72                          | 77                          | 75                          | 79                          | 80                          | 78                          | 71                          | 76                          | 68                          | 66                          | 74                          |
| المصدر: NOAA (extremes 1892–present, sun and relative humidity 1961–1990) |                             |                             |                             |                             |                             |                             |                             |                             |                             |                             |                             |                             |                             |

## أعلام
- جون ميدلتون
- ريكي روميرو
- ستانلي مارش 3
- روبرت سميثسون
- كاي نوبل
- سيد تشاريس